# Noors voetbalelftal in 2009
Het Noors voetbalelftal speelde in totaal tien interlands in het jaar 2009, waaronder vijf wedstrijden in de kwalificatiereeks voor de WK-eindronde 2010 in Zuid-Afrika. De selectie stond onder leiding van bondscoach Egil Olsen. De oudgediende was de opvolger van de eind 2008 ontslagen Åge Hareide. Dankzij zes overwinningen steeg Noorwegen in 2009 op de FIFA-wereldranglijst van de 59ste (januari 2009) naar de 32ste plaats (december 2009).

## Balans
| Wedstrijden | Wedstrijden | Wedstrijden | Wedstrijden | Doelpunten | Doelpunten | Doelpunten | Punten |
| Gespeeld    | Winst       | Gelijk      | Verlies     | Voor       | Tegen      | Saldo      | Punten |
| ----------- | ----------- | ----------- | ----------- | ---------- | ---------- | ---------- | ------ |
| 10          | 6           | 2           | 2           | 14         | 8          | +6         | 1.400  |

## Interlands
|                                                                  |           |                         |           |                                                                                |
| 11 februari Vriendschappelijk № 737 «onderlinge duels» 20:30 uur | Duitsland | 0 – 1                   | Noorwegen | LTU Arena, Düsseldorf Toeschouwers: 43.000 Scheidsrechter: Stefan Meßner (AUT) |
| 11 februari Vriendschappelijk № 737 «onderlinge duels» 20:30 uur |           | 63' Christian Grindheim |           | LTU Arena, Düsseldorf Toeschouwers: 43.000 Scheidsrechter: Stefan Meßner (AUT) |

|                                                               |                                          |       |                           |                                                                                            |
| 28 maart Vriendschappelijk № 738 «onderlinge duels» 14:00 uur | Zuid-Afrika                              | 2 – 1 | Noorwegen                 | Royal Bafokeng Stadion, Phokeng Toeschouwers: 25.000 Scheidsrechter: Cecil Fleischer (GHA) |
| 28 maart Vriendschappelijk № 738 «onderlinge duels» 14:00 uur | Bernard Parker 7' Siphiwe Tshabalala 90' |       | 27' Morten Gamst Pedersen | Royal Bafokeng Stadion, Phokeng Toeschouwers: 25.000 Scheidsrechter: Cecil Fleischer (GHA) |

|                                                              |                                                                      |       |                                                |                                                                              |
| 1 april Vriendschappelijk № 739 «onderlinge duels» 18:00 uur | Noorwegen                                                            | 3 – 2 | Finland                                        | Ullevaal Stadion, Oslo Toeschouwers: 15.212 Scheidsrechter: Rob Styles (ENG) |
| 1 april Vriendschappelijk № 739 «onderlinge duels» 18:00 uur | John Arne Riise 56' Jon Inge Høiland 90' Morten Gamst Pedersen 90+2' |       | 39' Jonatan Johansson 90+1' Aleksej Jerjomenko | Ullevaal Stadion, Oslo Toeschouwers: 15.212 Scheidsrechter: Rob Styles (ENG) |

|                                                           |           |       |           |                                                                                     |
| 6 juni WK-kwalificatie № 740 «onderlinge duels» 17:45 uur | Macedonië | 0 – 0 | Noorwegen | Philip II Arena, Skopje Toeschouwers: 9.000 Scheidsrechter: Paolo Tagliavento (ITA) |
| 6 juni WK-kwalificatie № 740 «onderlinge duels» 17:45 uur |           |       |           | Philip II Arena, Skopje Toeschouwers: 9.000 Scheidsrechter: Paolo Tagliavento (ITA) |

|                                                            |                                   |       |           |                                                                              |
| 10 juni WK-kwalificatie № 741 «onderlinge duels» 20:45 uur | Nederland                         | 2 – 0 | Noorwegen | De Kuip, Rotterdam Toeschouwers: 45.600 Scheidsrechter: Yuriy Baskakov (RUS) |
| 10 juni WK-kwalificatie № 741 «onderlinge duels» 20:45 uur | André Ooijer 33' Arjen Robben 51' |       |           | De Kuip, Rotterdam Toeschouwers: 45.600 Scheidsrechter: Yuriy Baskakov (RUS) |

|                                                                |                                                                                            |       |           |                                                                               |
| 12 augustus WK-kwalificatie № 742 «onderlinge duels» 19:00 uur | Noorwegen                                                                                  | 4 – 0 | Schotland | Ullevaal Stadion, Oslo Toeschouwers: 24.493 Scheidsrechter: Alain Hamer (LUX) |
| 12 augustus WK-kwalificatie № 742 «onderlinge duels» 19:00 uur | John Arne Riise 35' Morten Gamst Pedersen 45' Erik Huseklepp 60' Morten Gamst Pedersen 90' |       |           | Ullevaal Stadion, Oslo Toeschouwers: 24.493 Scheidsrechter: Alain Hamer (LUX) |

|                                                                |                      |       |                     |                                                                                       |
| 5 september WK-kwalificatie № 743 «onderlinge duels» 20:45 uur | IJsland              | 1 – 1 | Noorwegen           | Laugardalsvöllur, Reykjavík Toeschouwers: 7.321 Scheidsrechter: Alexandru Tudor (ROM) |
| 5 september WK-kwalificatie № 743 «onderlinge duels» 20:45 uur | Eiður Guðjohnsen 29' |       | 11' John Arne Riise | Laugardalsvöllur, Reykjavík Toeschouwers: 7.321 Scheidsrechter: Alexandru Tudor (ROM) |

|                                                                |                                          |       |                    |                                                                                       |
| 9 september WK-kwalificatie № 744 «onderlinge duels» 20:30 uur | Noorwegen                                | 2 – 1 | Macedonië          | Ullevaal Stadion, Oslo Toeschouwers: 14.766 Scheidsrechter: Bruno Duarte Paixão (POR) |
| 9 september WK-kwalificatie № 744 «onderlinge duels» 20:30 uur | Thorstein Helstad 2' John Arne Riise 25' |       | 79' Boban Grnčarov | Ullevaal Stadion, Oslo Toeschouwers: 14.766 Scheidsrechter: Bruno Duarte Paixão (POR) |

|                                                                 |                   |       |             |                                                                                  |
| 10 oktober Vriendschappelijk № 745 «onderlinge duels» 16:00 uur | Noorwegen         | 1 – 0 | Zuid-Afrika | Ullevaal Stadion, Oslo Toeschouwers: 13.504 Scheidsrechter: William Collum (SCO) |
| 10 oktober Vriendschappelijk № 745 «onderlinge duels» 16:00 uur | Kjetil Wæhler 48' |       |             | Ullevaal Stadion, Oslo Toeschouwers: 13.504 Scheidsrechter: William Collum (SCO) |

|                                                                  |             |                       |           |                                                                                |
| 14 november Vriendschappelijk № 746 «onderlinge duels» 17:45 uur | Zwitserland | 0 – 1                 | Noorwegen | Stade de Genève, Genève Toeschouwers: 16.000 Scheidsrechter: Mark Whitby (WAL) |
| 14 november Vriendschappelijk № 746 «onderlinge duels» 17:45 uur |             | 48' (pen.) John Carew |           | Stade de Genève, Genève Toeschouwers: 16.000 Scheidsrechter: Mark Whitby (WAL) |

## FIFA-wereldranglijst
| JAN | FEB | MAR | APR | MEI | JUN | JUL | AUG | SEP | OKT | NOV | DEC |
| --- | --- | --- | --- | --- | --- | --- | --- | --- | --- | --- | --- |
| 59  | 56  | 45  | 46  | 45  | 47  | 50  | 50  | 43  | 37  | 31  | 32  |

## Statistieken
| Jon Knudsen           | 1974-11-20 | Stabæk Fotball   | 9  | 0 | 0 | 12 | 0  |
| Rune Jarstein         | 1984-09-29 | Rosenborg BK     | 1  | 1 | 0 | 7  | 0  |
| Verdediging           |            |                  |    |   |   |    |    |
| John Arne Riise       | 1980-09-24 | AS Roma          | 9  | 0 | 4 | 85 | 12 |
| Brede Hangeland       | 1981-06-20 | Fulham FC        | 8  | 0 | 0 |    |    |
| Kjetil Wæhler         | 1976-03-16 | Aalborg BK       | 7  | 0 | 1 |    |    |
| Tom Høgli             | 1984-02-14 | Tromsø IL        | 6  | 0 | 0 |    |    |
| Jon Inge Høiland      | 1977-09-20 | Stabæk Fotball   | 5  | 2 | 1 |    |    |
| Tore Reginiussen      | 1986-04-10 | Schalke 04       | 3  | 0 | 0 |    |    |
| Trond Erik Bertelsen  | 1984-06-05 | Viking Stavanger | 1  | 1 | 0 | 5  | 0  |
| Knut Olav Rindarøy    | 1985-07-17 | Molde FK         | 0  | 1 | 0 | 1  | 0  |
| Espen Ruud            | 1984-02-26 | Odense BK        | 0  | 1 | 0 | 1  | 0  |
| Middenveld            |            |                  |    |   |   |    |    |
| Morten Gamst Pedersen | 1981-09-08 | Blackburn Rovers | 10 | 0 | 4 |    |    |
| Christian Grindheim   | 1983-07-17 | sc Heerenveen    | 9  | 0 | 1 |    |    |
| Bjørn Helge Riise     | 1983-06-21 | Fulham           | 6  | 3 | 0 |    |    |
| Daniel Braaten        | 1982-05-25 | Toulouse FC      | 4  | 4 | 0 |    |    |
| Henning Hauger        | 1985-07-17 | Stabæk Fotball   | 4  | 1 | 0 | 8  | 0  |
| Per Ciljan Skjelbred  | 1987-06-16 | Rosenborg BK     | 3  | 2 | 0 |    |    |
| Fredrik Winsnes       | 1975-12-28 | Strømsgodset IF  | 2  | 1 | 0 |    |    |
| Magne Hoseth          | 1980-10-13 | Molde FK         | 2  | 0 | 0 |    |    |
| Martin Andresen       | 1977-02-02 | Vålerenga IF     | 1  | 1 | 0 |    |    |
| Kristofer Hæstad      | 1983-12-09 | Vålerenga IF     | 1  | 1 | 0 |    |    |
| Morten Fevang         | 1975-05-06 | Odd Grenland     | 1  | 0 | 0 |    |    |
| Jan Gunnar Solli      | 1981-04-19 | Brann Bergen     | 0  | 3 | 0 |    |    |
| Alexander Tettey      | 1986-04-04 | Stade Rennais    | 0  | 3 | 0 |    |    |
| Simen Brenne          | 1981-03-17 | Odd Grenland     | 0  | 2 | 0 | 5  | 1  |
| Fredrik Strømstad     | 1982-01-20 | Le Mans UC       | 0  | 1 | 0 |    |    |
| Aanval                |            |                  |    |   |   |    |    |
| John Carew            | 1979-09-05 | Aston Villa      | 8  | 0 | 1 |    |    |
| Erik Huseklepp        | 1984-09-05 | Brann Bergen     | 5  | 2 | 1 | 8  | 1  |
| Thorstein Helstad     | 1977-04-28 | Le Mans UC       | 3  | 2 | 1 |    |    |
| Morten Moldskred      | 1980-06-13 | Tromsø IL        | 1  | 3 | 0 |    |    |
| Mohammed Abdellaoue   | 1985-10-23 | Vålerenga IF     | 1  | 1 | 0 |    |    |
| Steffen Iversen       | 1976-11-10 | Rosenborg BK     | 0  | 1 | 0 |    |    |
| Erik Nevland          | 1977-11-10 | Fulham           | 0  | 1 | 0 |    |    |